# Weyringergasse
Die Weyringergasse ist eine Straße im 4. Wiener Gemeindebezirk, Wieden. Sie ist nach dem Samenhändler, Lust- und Ziergärtner Josef Weyringer (* 1799, † 25. Februar 1869) benannt.

## Geschichte

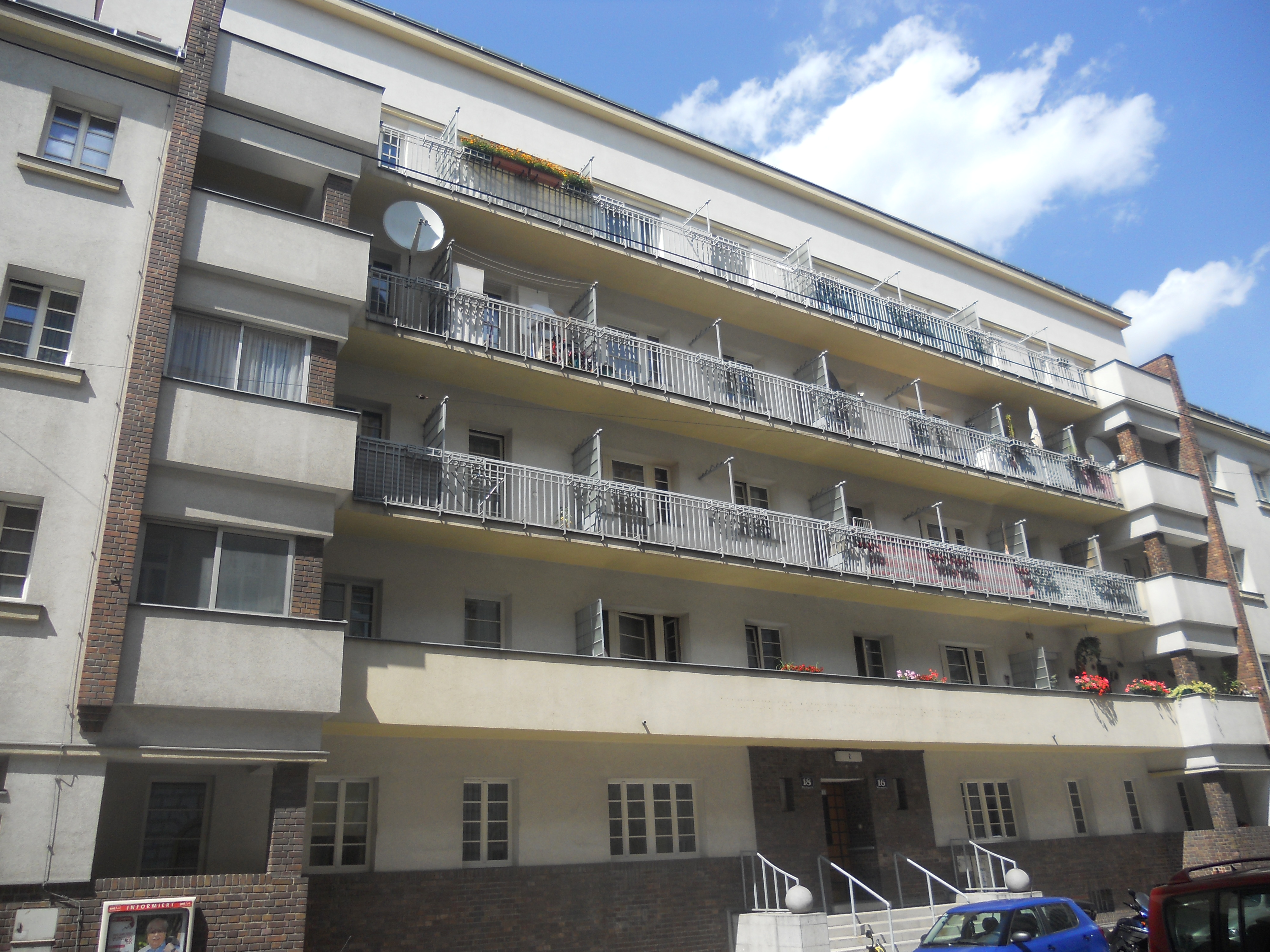
Weyringergasse 16–18

Die Gasse schien bereits um 1700 im Plan von Leander Anguissola und Johann Jakob Marinoni als einfacher Feldweg als obere Abgrenzung des ehemaligen „Weyringer'schen Sandgestättengrundes“ auf. Nach der Parzellierung des Viertels begann die systematische Bebauung ab dem Jahr 1821. Bis 1894 existierte auch im 11. Wiener Gemeindebezirk Simmering eine Weyringergasse, diese wurde nach der 1892 erfolgten Eingemeindung Simmerings zur Vermeidung von Mehrfachbenennungen in Fuchsröhrengasse umbenannt.

## Lage und Charakteristik
Der geradlinig verlaufende Straßenzug verlängert die Kolschitzkygasse über die Favoritenstraße hinaus, Richtung Osten und verbindet diese mit der Prinz-Eugen-Straße. Die Verbauung ist relativ einheitlich und besteht vorwiegend aus vier- bis fünfgeschoßigen Zinshäusern aus dem dritten Viertel des 19. Jahrhunderts.

## Gebäude

### Nr. 1–5: Ehemaliges Bürgerspital Fondshaus

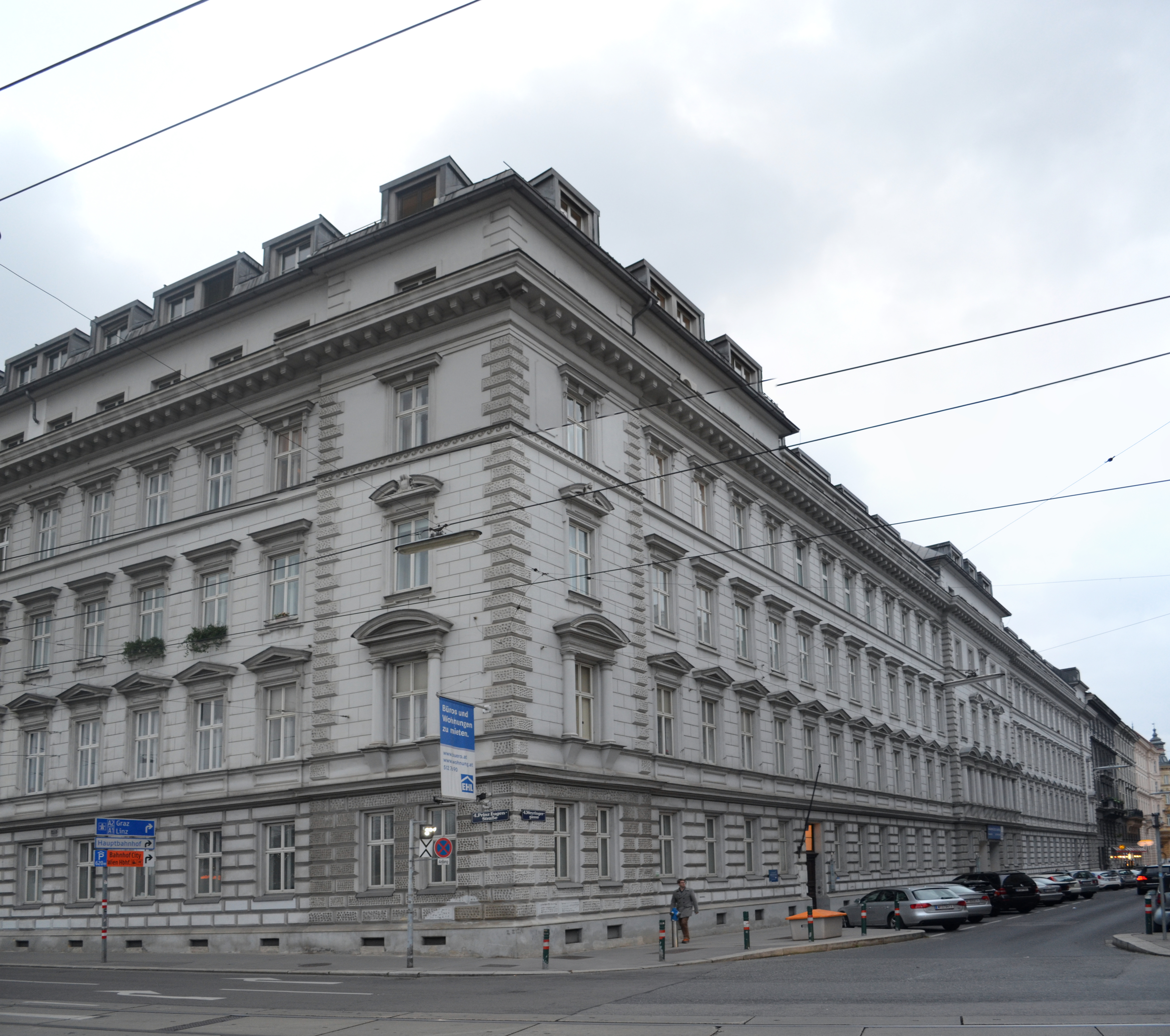
Weyringergasse 1–5 von der Prinz-Eugen-Straße aus

Das ehemalige Bürgerspital Fondshaus wurde 1886 nach Plänen von Stadtbaumeister Wilhelm Witsch errichtet. Es handelt sich um einen großen Eckbau mit einfach gegliederten Formen eines Nutzbaues. Die langgestreckte Fassade gegen die Weyringergasse ist mit einem Mittel- und zwei schmalen Seitenrisaliten, die Fassade gegen die Prinz-Eugen-Straße mit zwei Seitenrisaliten gegliedert. Alle Risaliten sind mit Metallbändern gerahmt und von steil überhöhten Dächern bekrönt. Die Fenster des ersten Geschoßes sind ädikular gerahmt. Während die Fassade des Erdgeschoßes gequadert ist, sind die restlichen Geschoße einfach genutet. Während die vorspringenden Fenster im ersten Stock mit Dreiecksgiebel bekrönt werden, schließen die Fenster der anderen Fenster nach oben hin mit geraden Giebeln. Ursprünglich war die Fassade gegen die Weyringergasse in barockisierenden Formen vorgesehen.

### Nr. 7: Wohnhaus

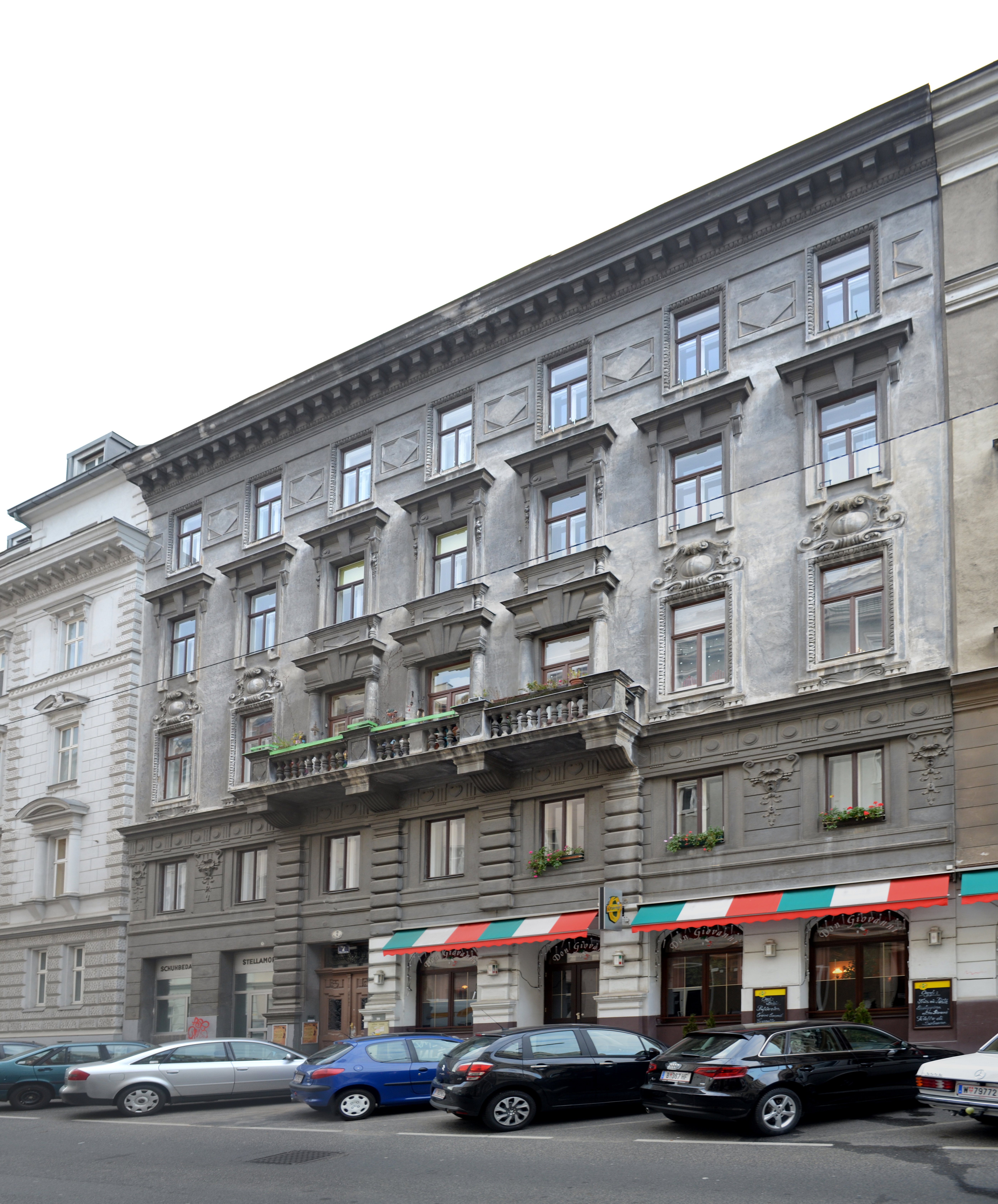
Weyringergasse 7

Das Gebäude wurde 1889 von Stadtbaumeister August Ribak errichtet. Es ist ein späthistoristisches Wohnhaus mit Dekor aus im barocken und manieristischem Stil. Die drei mittleren Fenster der Hauptgeschoße sind ädikular gerahmt sowie durch eine Supraposition und Balustradenbalkone betont.
Das Foyer in Renaissanceformen ist reich gegliedert und von einer Kassettendecke mit Rosettendekor abgeschlossen.

### Nr. 7A: Wohnhaus

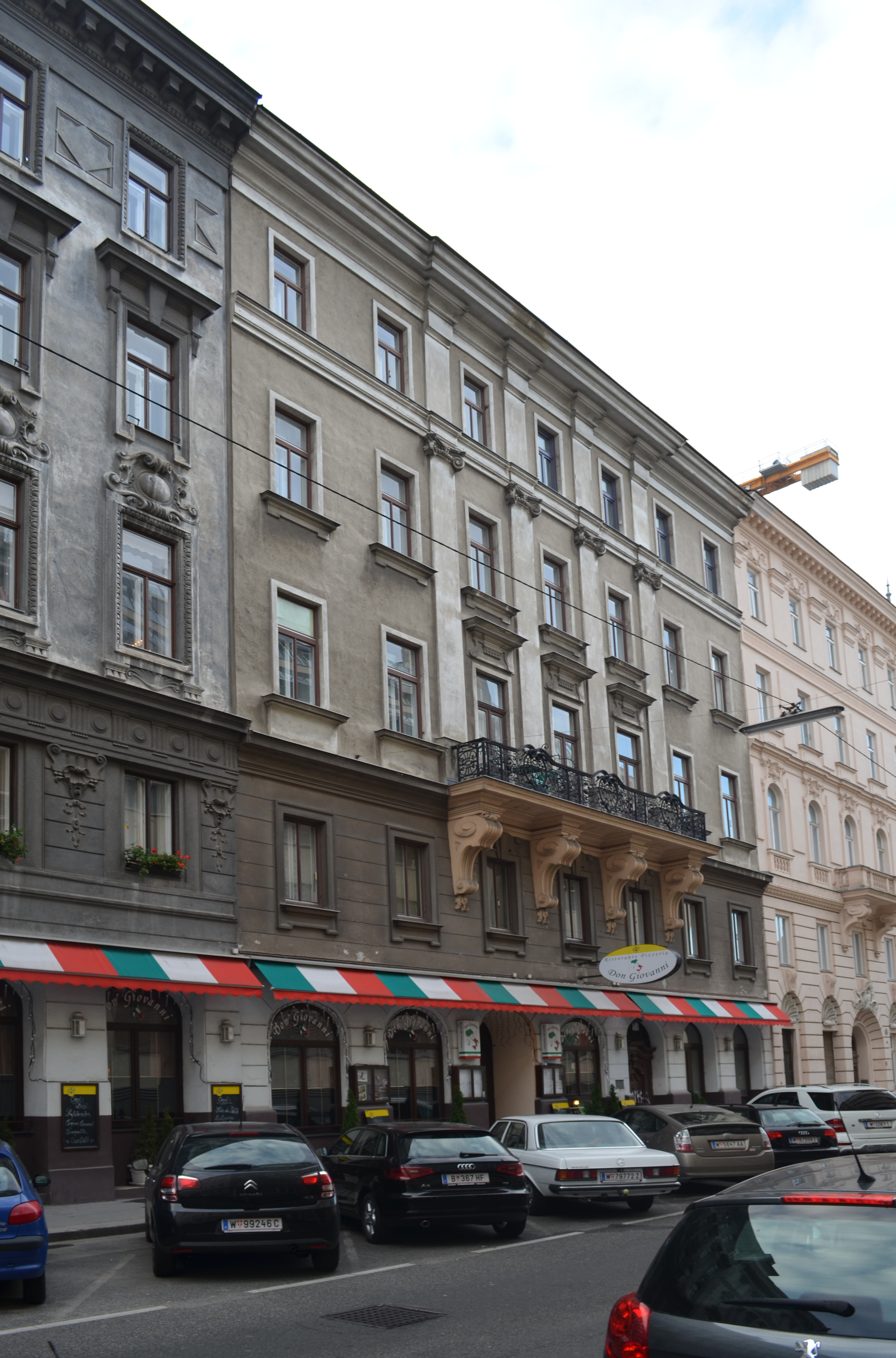
Weyringergasse 7a

Das Wohnhaus wurde 1889 von Stadtbaumeister August Ribak im späthistoristischen Stil errichtet. Es hat eine durchgehend genutete Fassade in Renaissanceformen. Der Dekor wurde jedoch teilweise entfernt. Die drei mittleren Fensterachsen in den beiden ersten Obergeschoßen werden durch ionische Riesenpilaster hervorgehoben. Im ersten Stock ist ein Gitterbalkon auf wuchtigen Konsolen. 

### Nr. 8: Villa
Die freistehende Villa steht inmitten eines Gartens. Das Gebäude in barockisierenden Formen wurde von Eduard Frauenfeld zu Beginn des 20. Jahrhunderts errichtet.

### Nr. 9: Wohnhaus

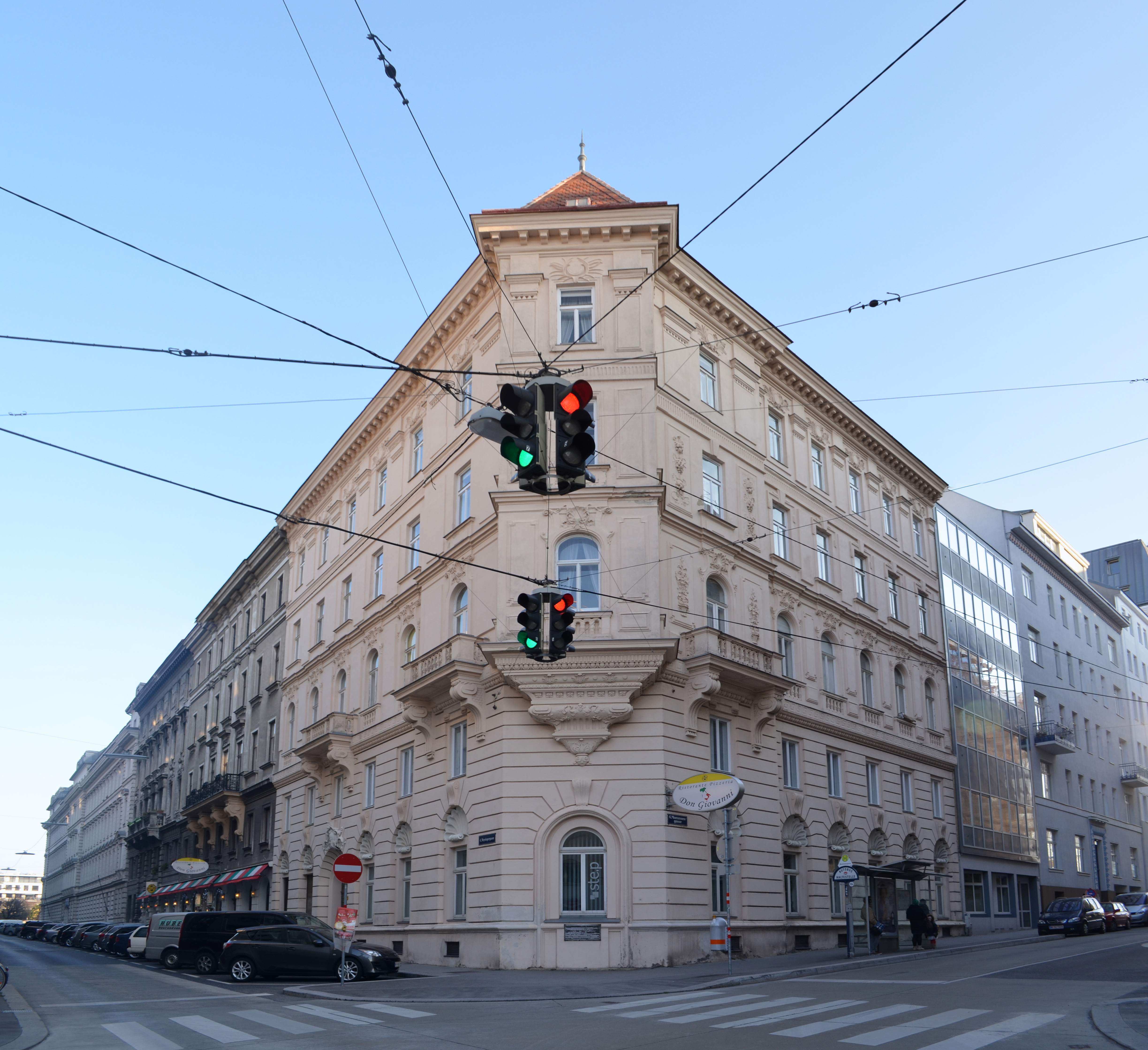
Weyringergasse 9

Das Gebäude wurde 1890 von Stadtbaumeister August Ribak mit sparsamen barockisierenden Dekor errichtet. Die Eckachsen an den abgeschrägten Ecken ruhen auf konischen Brüstungen mit manieristischer Dekoration. Die Balkone im ersten Obergeschoß ruhen auf wuchtigen Volutenkonsolen.

### Nr. 10: Wohnhaus
Das Gebäude Weyringergasse 10 diente Joseph Selleny als Wohnhaus.

### Nr. 13: Wohnhaus

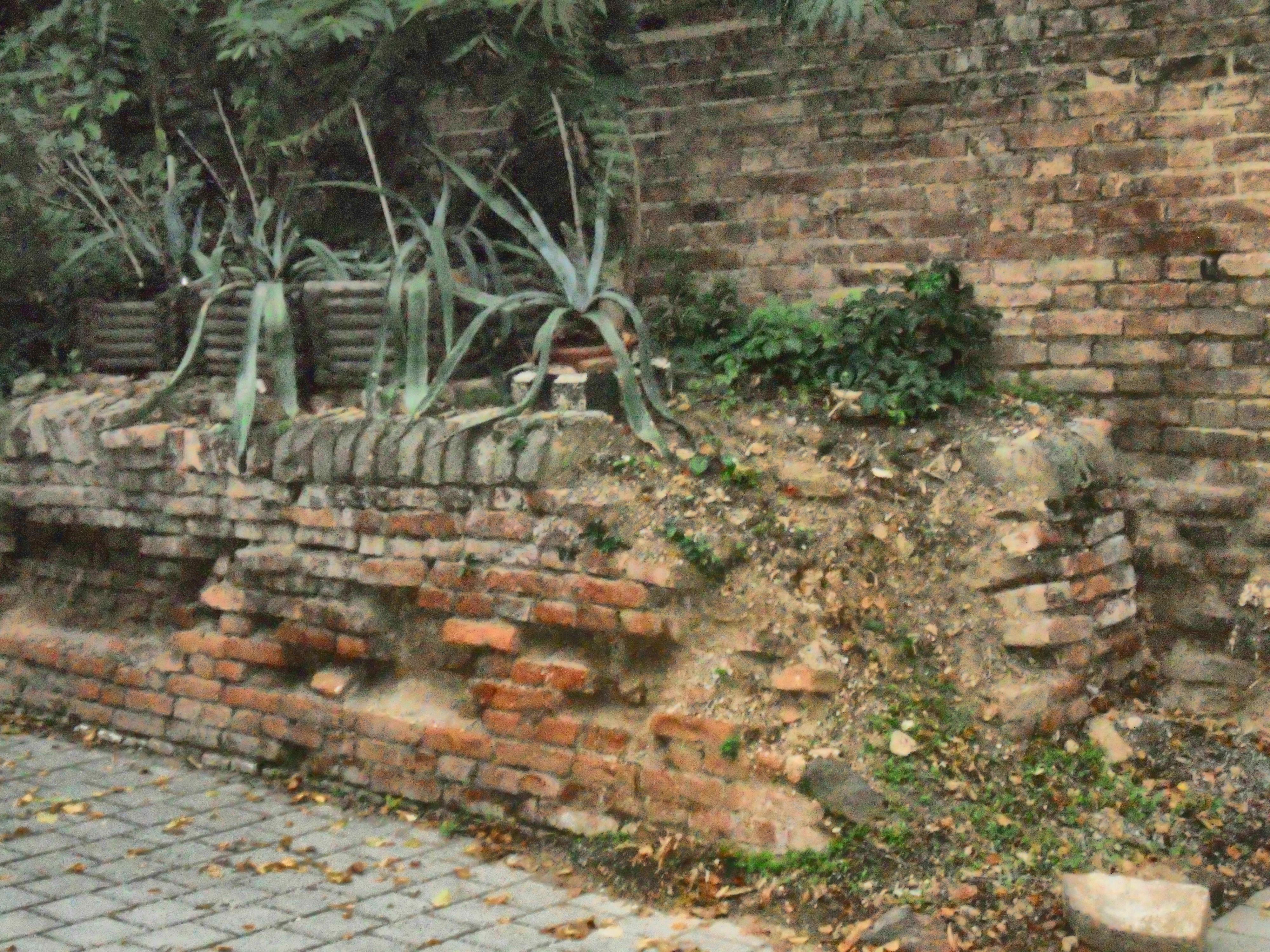
Teilabschnitt des Linienwalls im Hof des Wohnhauses Weyringergasse 13

Das Gebäude wurde 1887 von Stadtbaumeister August Ribak errichtet. Im Innenhof befinden sich Mauerreste des Linienwalls.

### Nr. 15–17: Wohnhaus
Das Wohnhaus wurde (wie fast alle Häuser in diesem Bereich) von August Ribak (um 1886 in Zusammenarbeit mit Ferdinand Hauser) errichtet. Es hat eine neobarocke Fassade mit sorgfältig ausgeführten Details, flache seitenrisalite und zwei Eingangsportale mit gesprengten Volutengiebeln. Das Gebäude befindet sich im Besitz der Stadt Wien und wird von der mehrheitlich der Stadt gehörenden Wiener Substanzerhaltungsgesellschaft verwaltet, siehe Liste der von der WISEG betreuten Objekte.

### Nr. 16–18
Dieser Bau mit seiner balkongegliederten Front, die in Seitenrisalite eingehängt sind, wurde 1928/29 von Felix Angelo Pollak erbaut. Er entspricht weitgehend dem Erscheinungsbild eines Gemeindebaus der Zeit, ist aber erst nachträglich in den Besitz der Stadt gekommen. Auch dieses Haus wird von der WISEG verwaltet. Es steht unter Denkmalschutz.

### Nr. 37: Weyringerhof
Der Weyringerhof wurde 1904 von Ferdinand Schindler erbaut.